# Scottish Second Division 1997/98
Die Scottish Football League Second Division wurde 1997/98 zum 23. Mal nach Einführung der Premier Division als dritthöchste schottische Liga ausgetragen. Zudem war es die dreiundzwanzigste Austragung als dritthöchste Fußball-Spielklasse der Herren in Schottland unter dem Namen Second Division. In der Saison 1997/98 traten 10 Vereine in insgesamt 36 Spieltagen gegeneinander an. Jedes Team spielte jeweils viermal gegen jedes andere Team. Bei Punktgleichheit zählte die Tordifferenz.
Die Meisterschaft gewann der FC Stranraer, der sich damit gleichzeitig die Teilnahme an der First Division-Saison 1998/99 sicherte. Neben den Blues stieg auch der Zweitplatzierte FC Clydebank auf. Absteigen in die Third Division mussten der FC Stenhousemuir und Brechin City. Torschützenkönig mit 16 Treffern wurde Iain Stewart von Inverness Caledonian Thistle.

## Statistiken

### Abschlusstabelle
| Pl. | Verein                           | Sp. | S  | U  | N  | Tore    | Diff. | Punkte |
| --- | -------------------------------- | --- | -- | -- | -- | ------- | ----- | ------ |
| 1.  | FC Stranraer                     | 36  | 18 | 7  | 11 | 062:440 | +18   | 61     |
| 2.  | FC Clydebank (A)                 | 36  | 16 | 12 | 8  | 048:310 | +17   | 60     |
| 3.  | FC Livingston                    | 36  | 16 | 11 | 9  | 056:400 | +16   | 59     |
| 4.  | Queen of the South               | 36  | 15 | 9  | 12 | 057:510 | +6    | 54     |
| 5.  | Inverness Caledonian Thistle (N) | 36  | 13 | 10 | 13 | 065:510 | +14   | 49     |
| 6.  | FC East Fife (A)                 | 36  | 14 | 6  | 16 | 051:590 | −8    | 48     |
| 7.  | Forfar Athletic (N)              | 36  | 12 | 10 | 14 | 051:610 | −10   | 46     |
| 8.  | FC Clyde                         | 36  | 10 | 12 | 14 | 040:530 | −13   | 42     |
| 9.  | FC Stenhousemuir                 | 36  | 10 | 10 | 16 | 044:530 | −9    | 40     |
| 10. | Brechin City                     | 36  | 7  | 11 | 18 | 042:730 | −31   | 32     |

Platzierungskriterien: 1. Punkte – 2. Tordifferenz – 3. geschossene Tore – 4. Direkter Vergleich (Punkte, Tordifferenz, geschossene Tore)
| Saison 1997/98 |

| Zum Saisonende 1996/97 |                                   |
| (A)                    | Absteiger aus der First Division  |
| (N)                    | Aufsteiger aus der Third Division |